# Rumbek
Rumbek (arabul: رمبك) Dél-Szudán egyik államának, Lakesnek a fővárosa.

## Elhelyezkedése
Rumbek mintegy 377 km-re (közutakon) északnyugatra fekszik Jubától, az ország fővárosától és legnagyobb városától. Tengerszint feletti magassága 420 méter.